# یان فیلوپون دامبروسکی
یان فیلوپون دامبرُوسکی (انگلیسی: Jan Philopon Dambrovský؛ 1540 (according to his will) – 16th-century) کشیش بود. همچنین با نام «یوآن فیلوپون دامبروسکی»، کشیش کاتولیک رومی قرن شانزدهم و رئیس بخش اولوموتس، مسئول مسمومیت چهار اسقف اعظم بود.